# José María Cabral (homme politique)
Pour les articles homonymes, voir Cabral et José María Cabral.
José María Cabral y Luna, né le 12 décembre 1816 à Ingenio Nuevo (province de San Cristóbal, République dominicaine) et mort le 28 février 1899 à Saint-Domingue (République dominicaine), est un militaire et homme politique dominicain qui a été président de facto de la République dominicaine en 1865 et président constitutionnel entre 1866 et 1868.